# أغاثية
الأغاثية، من الكلمة اليونانية أغاثا (جيد)، المذهب الذي يرى أن كل الأشياء تميل نحو جيدٍ في نهاية المطاف، على عكس التفاؤل، الذي يرى أن كل ما يقع جيدٌ. الأغاثي هو الذي يتقبل أن الشر أو سوء الحظ سيقع في النهاية، لكن في آخر المطاف سينتج عنه أمرًا جيدًا، أو بصيغةٍ أخرى، الأغاثي قد يرى العالم جوهريًا جيدًا، لكن مع ذلك من الممكن أن تقع أشياء سيئةً لأناسٍ جيدين.